# Barry Pinches
Barry Pinches, född 13 juli 1970 i Norwich, Norfolk, engelsk snookerspelare. Han är kanske mest känd för att spela snooker i gul-grön väst, som en hyllning till hans favoritlag Norwich City FC, The Canaries.

## Karriär
Pinches blev professionell redan 1989, vid 19 års ålder. Han kvalificerade sig för VM första gången 1991, men därefter skulle det dröja ända till 2004 innan han deltog i VM för andra gången. Detta är det största gapet mellan de två första VM-turneringarna för någon spelare. Pinches hade inte gjort något som helst väsen av sig på touren under denna del av karriären.
I mitten av 2000-talet började dock karriären ta fart något, han steg från plats 82 till plats 21 på rankingen på tre säsonger och var ett tag på plats 14 på den preliminära rankinglistan. Pinches åstadkom dock inga toppresultat, utan snarare en jämn standard, med kvartsfinaler i UK Championship 2003 och Grand Prix 2005 som bästa resultat. I VM 2004 slog han ut Jimmy White i första omgången och ledde med 11-9 mot Stephen Hendry i andra omgången, innan han förlorade med 12-13.
Mot slutet av 2000-talet började Pinches åter dala på rankingen, men 2007 vann han sin första titel i karriären, 
inbjudningsturneringen Paul Hunter Classic i Fürth, Tyskland. Många av toppspelarna deltog i denna turnering, och Pinches slog bland andra Neil Robertson och Ken Doherty på sin väg mot titeln. År 2010 gick han till final mot Mark Selby i den mindre rankingturneringen Players Tour Championship 2 och ledde där med 3-1, men föll till slut med 3-4. Några veckor senare lyckades han däremot vinna Players Tour Championship 4 efter att ha slagit Ronnie O'Sullivan i finalen med 4-3.
Pinches blev den 33:e spelaren genom tiderna att åstadkomma minst 100 centuries i sin karriär.

## Vinster

### Mindre rankingturneringar
- Players Tour Championship 4 - 2010

### Icke-rankingturneringar
- Paul Hunter Classic - 2007